# كنيسة غرناطة الملكية

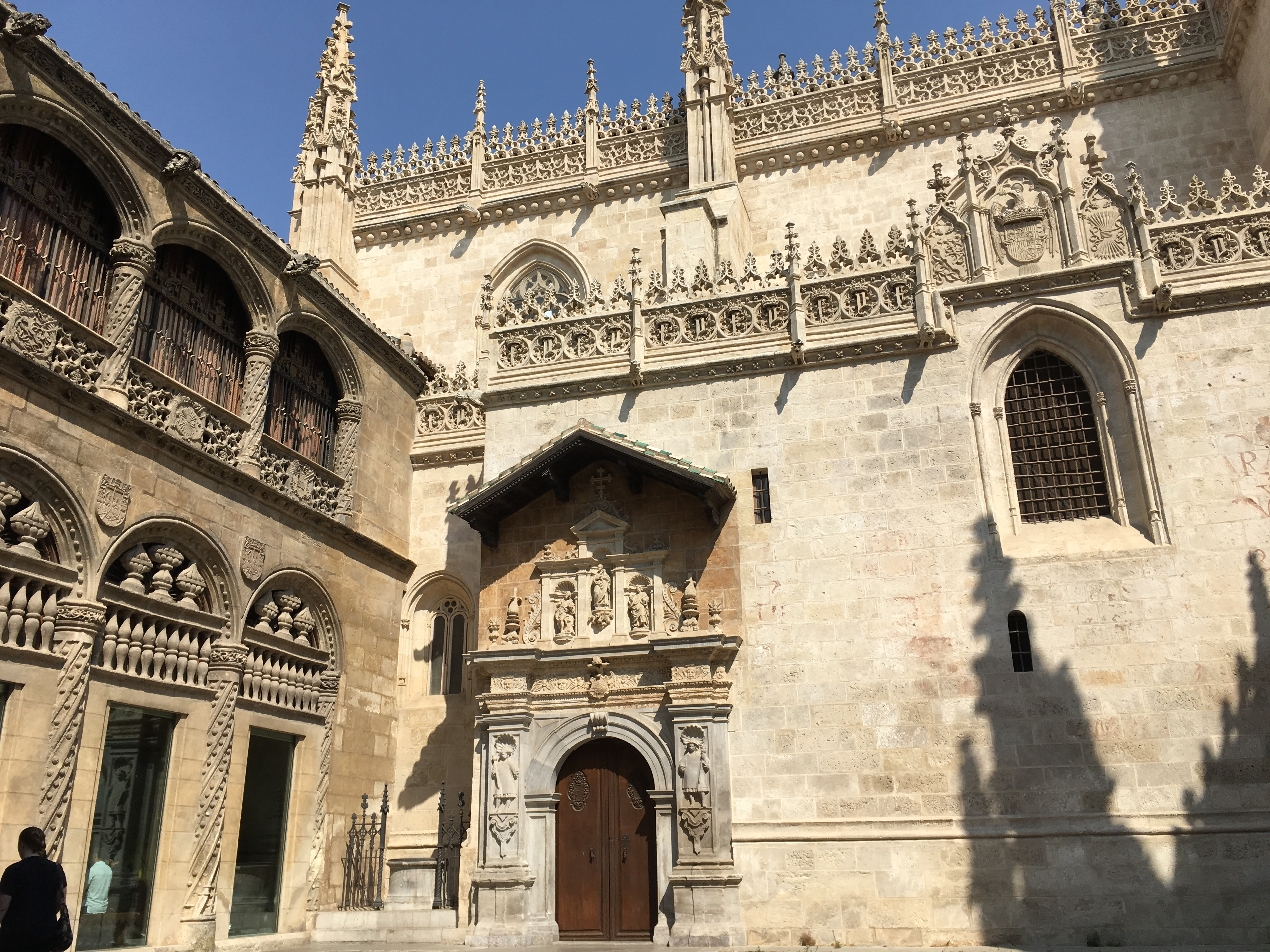
كنيسة غرناطة الملكية

كنيسة غرناطة الملكية (الإسبانية :Capilla Real de Granada)؛ هو مبنى على طراز إيزابيلي، تم تشييدها بين عامي 1505 و1517، وتم دمجه في الأصل في مجمع كاتدرائية غرناطة المجاورة . بحيث أصبح مكان دفن الملوك الكاثوليك الملكة إيزابيلا الأولى والملك فرناندو، وبصرف النظر عن هذه الروابط التاريخية يحتوي هذا المبنى أيضًا على معرض للأعمال الفنية ومقتنيات الأخرى المرتبطة بالملكة إيزابيلا.

## رفات الأخرون
حملت الكنيسة رفات ملوك والأمراء:-
- الملكة خوانا الأولى.
- وزوجها فيليب الوسيم، على الرغم من أن قلبه دفن في كنيسة السيدة العذراء، بروج (بلجيكا اليوم).
- وكذلك ميغيل دا باز، حفيد الملوك الكاثوليك، بحيث كان لفترة وجيزة وريث كل من البرتغال وإسبانيا.
- إيزابيل البرتغالية، دفنت لفترة في الكنيسة قبل أن يتم نقلها إلى مدريد.
- ماريا مانويلا البرتغالية، دفنت لفترة في الكنيسة قبل أن يتم نقلها إلى مدريد.

## معرض الصور

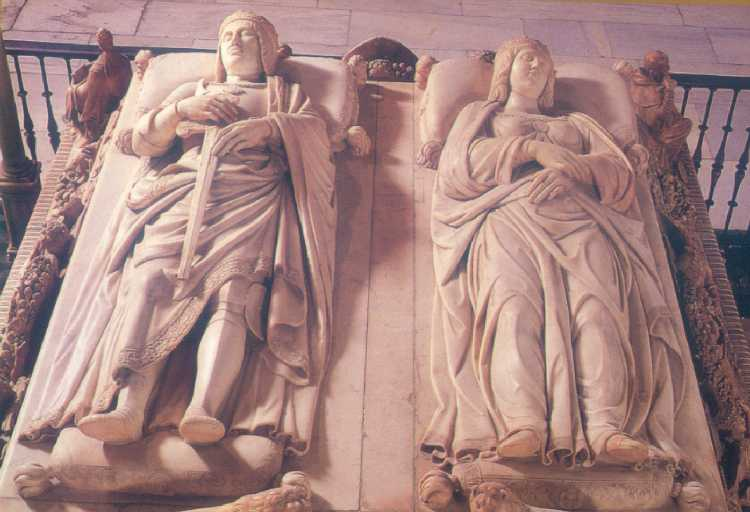
قبر الملوك الكاثوليك.
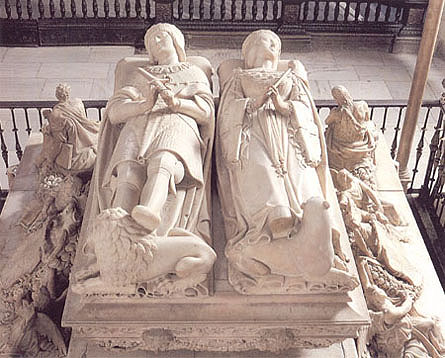
ضريح خوانا المجنونة وزوجها فيليب الوسيم.